# Trolejbusová doprava ve Štýrském Hradci
Štýrský Hradec je jedním z rakouských měst, kde v minulosti existovala síť trolejbusové dopravy. Jednalo se o dvě tratě, na kterých trolejbusy jezdily mezi lety 1941 a 1967.
Trolejbusy měly ve Štýrském Hradci podle plánů ze začátku druhé světové války doplnit místní tramvajovou síť. Tratě elektrické nekolejové trakce tak měly vést do míst, kam nebylo technicky možné prodloužit tramvajové koleje či tam, kde nebyla poptávka po přepravě tak vysoká a provoz tramvajové dráhy by byl nerentabilní. Vystavěno bylo ale pouhé torzo z plánů. Do provozu byly uvedeny dvě navzájem nijak nespojené trolejbusové linky, které nahradily silně vytížené linky autobusové.
První trolejbusová trať ve Štýrském Hradci byla otevřena 1. října 1941. Jednalo se o 6,1 km dlouhý úsek mezi tramvajovou zastávkou Elisabethinergasse a čtvrtěmi Kapellenwirt a Straßgang. V Kapellenwirtu existovala také nácestná smyčka, kterou využívala posilová linka z Elisabethinergasse. Vozovna byla vystavěna v Kärtner Straße. První změna v městské trolejbusové síti nastala až na začátku roku 1952, kdy byla zprovozněna druhá trať (délka 5,2 km) v úseku Liebenau (konečná tramvaje) – Thondorf – Dörfla, která nebyla s první tratí nijak trolejově propojena (vozy byly do a z vozovny přetahovány nákladními automobily). Opět byla vybudována nácestná smyčka pro posilové spoje, tentokrát v Thondorfu. Posledního nového trolejbusového úseku se Štýrský Hradec dočkal v roce 1957. Tehdy byla o 0,4 km prodloužena trať ze zastávky Elisabethinergasse na Griesplatz. Poslední léta trolejbusového provozu ve Štýrské Hradci byla ovlivněna zastaralým vozovým parkem a s tím souvisejícími závadami vozů. V prosinci 1964 byla zrušena trať do Dörfly a nahrazena autobusy. Zbylá trolejbusová linka do Straßgangu ji přežila o dva a půl roku. Posledním provozním dnem byl 26. srpen 1967, poté v její trase začaly jezdit autobusy.